# Dietmar der Setzer

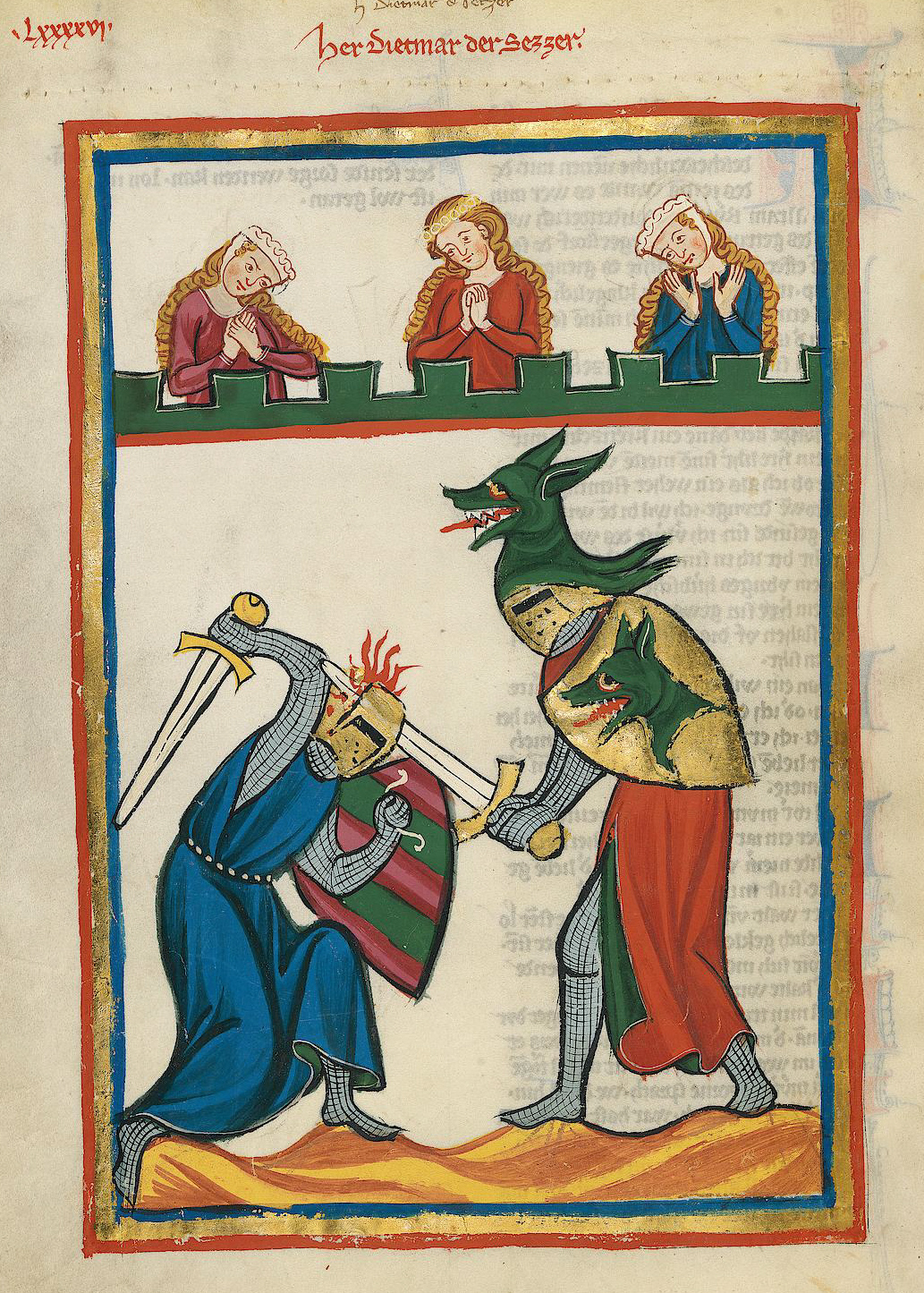
Herr Dietmar der Setzer erschlägt seinen Gegner im Turnier (Codex Manesse, 321v).

Dietmar der Setzer (mittelhochdeutsch: Dietmar der Sezzer) war ein Ritter, Fahrender und Spruchdichter des 13. Jahrhunderts.

## Leben
Über seine Herkunft ist man sich im Unklaren. Der deutsche Germanist Friedrich Heinrich von der Hagen (1780–1856) vermutete, dass Dietmar der Setzer dem österreichischen Adelsgeschlecht der Sasser angehörte. Weiter vermutete von der Hagen, dass es sich von der Herkunft her aber auch um die Saß, Saz oder Sezer in Reichenbacher und Regensburger Urkunden handeln könne.
Eine auf dem Bericht einer Burggräfin von Sulzmatt beruhende Anekdote des Chronicon Colmariense („Colmarer Chronik“, 1242–1304) erzählt vom vagabundus dictus Seczere oder Sezarius im Elsass, der möglicherweise mit ihm gleichzusetzen ist.
Im Codex Manesse wird Dietmar der Setzer als ein Ritter in voller Rüstung während eines Turniers gezeigt, wie er vor drei vornehmen Damen einem anderen Ritter mit dem Schwert den Topfhelm und den Schädel einschlägt. Als Helmzier und Wappen trägt er einen schwarzen Wolfskopf auf goldenen Grund. Über dem Bild steht vor dem Namen die Anrede bzw. der Titel her, also Herr, was auf eine adlige Herkunft schließen lässt. Die Darstellung Dietmars als Teilnehmer des Turniers, der gegen einen Ritter antritt und sich eine komplette Rüstung und Ausstattung leisten kann, legt nahe, dass man ihn zumindest in der späteren Darstellung dem Ritterstand zurechnete.

## Werke
Dietmars erhaltene vier einstrophige Sprüche zeigen, dass er eine ruhige und vollklingende Strophenform benutzte, die er aber gelegentlich durch inneren Reimschmuck variiert; die Überlieferung ist zu schlecht, um ein Urteil über seine Verstechnik zu gestatten. Einer seiner Verse wurde von Richard Zoozmann in dessen Auswahlband Deutsche Minnesänger (1927) ins Neuhochdeutsche übertragen.